# Андреана Ефтимова
Андреана Борисова Ефтимова е българска езиковедка, социо- и медиалингвистка, професор в Софийския университет.

## Биография
Андреана Ефтимова е родена в гр. Трявна. Завършва българска филология (с втора специалност „Португалски език и литература“) през 1995 г. и журналистика (с профили „Телевизия“ и „Култура“) през 1998 г. в Софийския университет „Св. Климент Охридски“. Доктор по общо и сравнително езикознание (психолингвистика) с дисертация на тема „Невербални средства в публицистичните телевизионни предавания“ (2000 г.). Избрана е за доцент по медиен език и стилове на писане през 2012 г. Доктор на науките по професионално направление 3.5. Обществени комуникации и информационни науки (Журналистика) с дисертация на тема „Двойственият език в медиите: езикът на политическата коректност vs езика на омразата“ (2016 г.). Професор по медиен език и стил от 2018 г. Зам.-декан на ФЖМК на Софийския университет от ноември 2019 до февруари 2022 г..
Работи в областта на медийния и политическия език и стил, политическата коректност и езика на омразата, невербалната комуникация в медиите, невербалната комуникация в политическия PR и отношенията лекар-пациент. Основните ѝ изследвания са в областта на разговорната реч и устната комуникация.
Има журналистически публикации във вестниците „Поглед“, „Българска корона“, „Литературен вестник“, „Демокрация“, „Литературен форум“ и „Политика“, както и в списанията „Български журналист“, „Стандарт за хората“ и „Human Resourses“. Работила е и като редактор в издателство „Графити“ (2000).
Член е на управителния съвет на Международното социолингвистическо дружество „Акад. Михаил Виденов“, основано през 2023 г.

## Преподавателска дейност
Преподавала е петнадесет години във Факултета по славянски филологии. Във Факултета по журналистика и масова комуникация (ФЖМК) е от 2011 г.
Води лекционни курсове по медиен език и стилове на писане, невербална комуникация, психолингвистика, езикови политики в медиите, езикови норми и кодификация и езика в интернет във ФЖМК, СУ „Св. Климент Охридски“.
Била е и гостуващ преподавател по академично есе в Нов български университет (2001 – 2003), по устни и писмени комуникации в Международното висше бизнес училище в Ботевград (2002 – 2004), по български език като чужд в Масариковия университет в Бърно, Чехия (2010) и по медиен език в Ягелонския университет в Краков, Полша (2013 и 2015).

## Публикации[16]
Публикациите ѝ са над 100 в научни сборници и списания в България и в чужбина (Франция, Португалия, Гърция, Румъния, Япония, Испания, Чехия, Полша). Интересите ѝ са в областта на медиалингвистиката, социолингвистиката, психолингвистиката, текстолингвистиката и семиотиката.
Книгата ѝ „Невербалната комуникация в телевизията“ е първият опит в българската наука за прилагане на лингвосемиотичен подход в изследването на невербалната комуникация в телевизията – на базата на изследване на популярни публицистични предавания като „Панорама“ по БНТ.
В „Ефективната невербална комуникация“ са проучени много от сферите на общуване, в които участва и невербалната комуникация – политическия PR, неофициалното общуване (вицовете), театъра, при сблъсъка на представители на различни култури, в лекарския кабинет, в семейството.
Ефтимова въвежда термина „брюкселски новоговор“, за да опише езиковото поведение на част от съвременните български политици. Терминът обозначава политически коректното изразяване, съобразено с езиковите политики и практики на политическата администрация на Европейския съюз.

## Членство в редакционни колегии
- 2013 – член на редакционния съвет на сп. „Newmedia21.eu. Медиите на 21. век“ (електронно научно издание за анализи, изследвания и критика на медиите, връзките с обществеността и рекламата с индекс ISSN 1314 – 3794).[20]
- 2017 – член на редакторския борд (Scientific Committee) на сп. „Zeszyty Prasoznawcze“ (Media Research Issues), рецензирано научно издание на Изследователски център на пресата, Факултета по мениджмънт и социална комуникация, Ягелонския университет в Краков, Полша (ISSN 0555 – 0025; е-ISSN 2299 – 6362). Списанието е най-старото полско академично списание за социални, психологически, политически, лингвистични, правни, икономически, технологични, организационни и професионални аспекти на масовата комуникация и в частност на пресата, радиото, телевизията и други медии, журналистиката, рекламата, пропагандата и публичното мнение в миналото и в настоящето в Полша и по света.[21]
- 2017 – основател и главен редактор на сп. „Медии и език“ (електронно списание за научни изследвания по медиен език с индекс ISSN 2535 – 0587).[22]
- 2020 – 2023 член на редакционния съвет на Годишника на ФЖМК на СУ „Св. Климент Охридски“, рецензирано научно издание.[23]
- 2020 – член на редакционния съвет на сп. „Научный диалог“ по направление „Языкознание. Медиакоммуникации. Журналистика“ (ISSN 2225-756X (Print), ISSN 2227 – 1295 (Online), реферирано и индексирано научно издание (Scopus, Web of Science, ERIH PLUS и др.)[24]
- 2020 – член на редколегията на поредицата на ВТУ „Проблеми на устната комуникация“, рецензирана и индексирана поредица от научни сборници на издателството на ВТУ „Св. св. Кирил и Методий“. ISSN: 2367 – 8712 (Print)[25]
- 2020 – член на борда на Научния съвет на сп. „Zeszyty Łużyckie“, индексирано научно издание на Института по славистика към Варшавския университет[26]